# Обертулба
Обертулба (њем. Oberthulba) град је у њемачкој савезној држави Баварска. Једно је од 26 општинских средишта округа Бад Кисинген. Према процјени из 2010. у граду је живјело 5.103 становника. Посједује регионалну шифру (AGS) 9672139.

## Географски и демографски подаци
Обертулба се налази у савезној држави Баварска у округу Бад Кисинген. Град се налази на надморској висини од 270 метара. Површина општине износи 52,5 km². У самом граду је, према процјени из 2010. године, живјело 5.103 становника. Просјечна густина становништва износи 97 становника/km².